# Черазуоло, Симоне
Симоне Черазуоло (итал. Simone Cerasuolo; род. 2003, Имола, Эмилия-Романья) — итальянский пловец, специализируется в плавании брассом. Чемпион мира 2025 года, чемпион мира на короткой воде, призёр чемпионатов мира и Европы.

## Карьера
В 2022 году на чемпионате Европы в Риме итальянец стал серебряным призёром на дистанции 50 метров брассом.
На чемпионате мира на короткой воде в Мельбурне в 2022 году Симоне завоевал четыре медали разного достоинства. Стал чемпионом в составе комбинированной эстафеты 4 по 50 метров, завоевал серебро и бронзу в других эстафетах и стал третьим на дистанции 50 метров брассом.
В 2024 году в Будапеште на чемпионате мира по плаванию на короткой воде стал обладателем бронзы в составе комбинированной эстафеты 4 по 100 метров.
В Сингапуре в 2025 году на чемпионате мира стал чемпионом на дистанции 50 метров брассом.